# Holešice
Holešice (deutsch Holtschitz, auch Holschitz, Holetice) war ein Dorf, das sich südwestlich von Most in Tschechien befand. Das Dorf wurde wegen der fortschreitenden Kohleausbeutung 1978 bis 1979 abgerissen. Holešice wird als Grundsiedlungseinheit der Gemeinde Malé Březno geführt.

## Geschichte

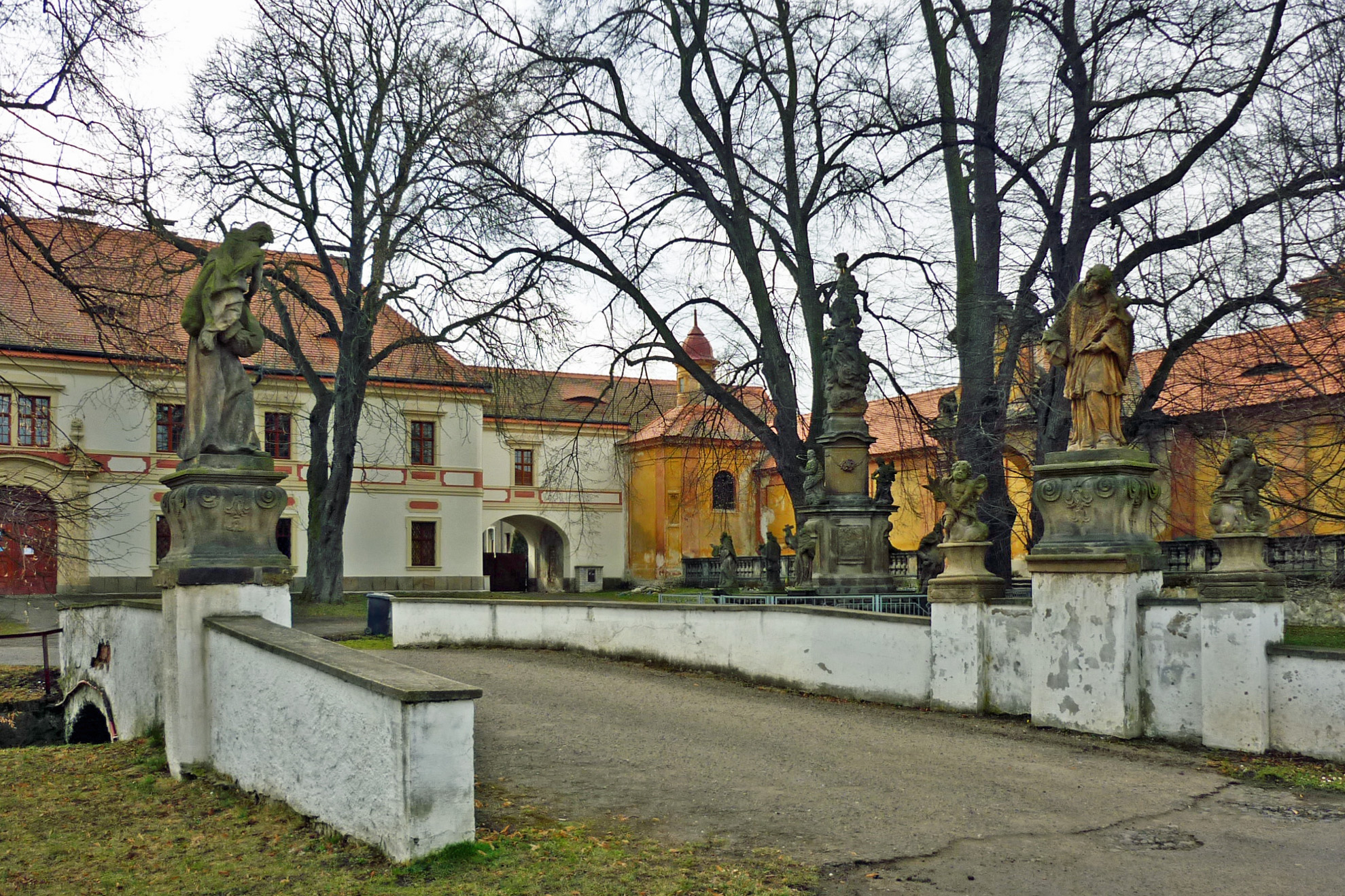
Statuen aus Holtschitz, jetzt auf der Brücke in Maria Ratschitz (Mariánské Radčice)

Archäologische Funde weisen darauf hin, dass das Gebiet bereits im frühen Mittelalter besiedelt war. Die ersten schriftlichen Erwähnungen stammen aus dem 14. Jahrhundert. Im 15. und 16. Jahrhundert war Holtschitz Eigentum der Brüxer Burg Hněvín. 1595 wurde die Burg mit dem Ort durch Rudolf II. der Stadt Brüx verkauft, die es 1604 Kaspar dem Älteren Bellwitz von Nostitz veräußerte, dieser 1631 an die Herren von Eisenberg (z Jezeří). Ferdinand Wilhelm von Lobkowicz erwarb Holtschitz 1689 und dessen Nachkommen hielten es bis 1848.
27 Landwirte mit ihren Familien bewohnten 1620 das Dorf, die meist Korn anbauten und von der Viehzucht lebten. Nach dem Dreißigjährigen Krieg und einem Großfeuer 1659 wurde die Anzahl auf drei Landwirte und sechs Häusler mit ihren Familien dezimiert. 1759 wuchs die Zahl der Häuser auf 30 an, 1846 wurden 262 Einwohner gezählt.
1860 wurde der Schacht Robert eröffnet, Ende des 19. Jahrhunderts kam ein weiterer gleichnamiger Schacht hinzu, in dem 283 Bergbauarbeiter beschäftigt waren. Die Zahl der Einwohner wuchs weiter und erreichte ihren Höchststand 1930 mit 1.140 Bürgern, davon etwa ein Drittel Tschechen, wobei die Gemeinde ab der Mitte des 19. Jahrhunderts zum Gerichtsbezirk Görkau bzw. Bezirk Komotau gehörte.
Die Statuen der Steinbrücke aus dem 16. Jahrhundert und der Barockpfarrei aus dem 18. Jahrhundert wurden nach Mariánské Radčice (Maria Ratschitz) gebracht.
Von 1955 an besaß der Ort eine Haltestelle an der Bahnstrecke Ústí nad Labem–Chomutov.

## Persönlichkeiten
- Johann Adam Dietz (* 1671 in Holschitz; † 1742 in Eisenberg), Bildhauer